# John Sebright (6e baronnet)
John Saunders Sebright, 6e baronnet (19 octobre 1725 – 23 février 1794) est un général de l'armée britannique et un homme politique.

## Biographie

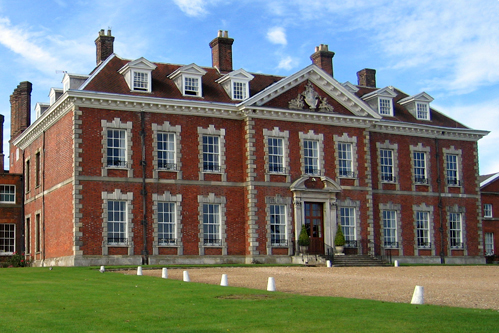
Beechwood Parc

Il est un des plus jeunes fils de Thomas Sebright (4e baronnet) et Henrietta Dashwood et fait ses études à Westminster School. En 1761, il succède à son frère aîné comme baronnet et hérite de Beechwood Park dans le Hertfordshire.
Il est Colonel du 83e Régiment d'infanterie de 1758 à 1760, puis du 52e Régiment d'infanterie, de 1760 à 1762. En 1762, il est promu colonel du 18e régiment d'infanterie irlandais, un poste qu'il occupe jusqu'à sa mort. Il est promu général le 20 novembre 1782.
Il est élu député de Bath en 1763, battu en 1774, mais il est réélu lors d'une élection partielle, quelques mois plus tard, siégeant jusqu'en 1780.
Il est un ami proche de l'homme d'état et écrivain irlandais Edmund Burke. En 1765, lors d'une visite chez Sebright, Burke consulte un nombre considérable de manuscrits médiévaux Irlandais. Les manuscrits ont été donnés au père de Sebright par l'antiquaire et philologue Edward Lhuyd qui les a acquis lors de sa visite de l'Irlande en 1700. En 1786, ils sont légués à la bibliothèque du Trinity College de Dublin et c'est à la base des collections de manuscrits irlandais. Les manuscrits légués par Sebright comprennent le Livre Jaune de Lecan et le Livre de Leinster.
En 1766, il épouse Sarah Knight, la fille d'Edward Knight et Elizabeth James, et a 2 fils et 2 filles. Leur fils aîné, John Sebright (7e baronnet), hérite du titre de baronnet. Leur fille Henrietta Sebright (d. 1840) épouse Henry Lascelles (2e comte de Harewood).